# سنغ بيجار (مقاطعة فومن)
سنغ بيجار (بالفارسية: سنگ بیجار) هي قرية تقع في غيلان في إيران. يقدر عدد سكانها بـ 660 نسمة بحسب إحصاء 2016.